# Anna Ziaja
Anna Ziaja (ur. 1 sierpnia 1954 we Wrocławiu) – polska artystka, malarka i graficzka warsztatowa.

## Życiorys
Ukończyła studia na wydziale malarstwa Akademii Sztuk Pięknych w Warszawie, w pracowniach Michała Byliny i Jacka Sienickiego. W 1979 uzyskała dyplom z wyróżnieniem w pracowni Jacka Sienickiego oraz dyplom w pracowni grafiki warsztatowej Andrzeja Rudzińskiego. Pierwsze prace zaczęła publikować na początku lat 80. XX wieku.
Artystka czerpie inspiracje z tradycji polskiego malarstwa dwudziestolecia międzywojennego, między innymi twórczości Zygmunta Waliszewskiego i Eugeniusza Zaka, a także ze studiów nad malarstwem włoskim, szczególnie okresów Trecento, Quatrocento i Cinquecento, w tym nad pracami artystów takich jak: Cimabue, Masaccio, Pisanello, Piero della Francesca oraz Vittore Carpaccio.
Związek Polskich Artystów Plastyków w biogramie artystki opisuje ją jako: „milczącą obserwatorkę, która niczym w fotograficznym kadrze, pokazuje człowieka nam współczesnego, jednocześnie z jego odwiecznymi namiętnościami i tęsknotami.”
Ziaja mieszka i tworzy w Warszawie oraz w Modenie we Włoszech.

## Wybrane wystawy

### Wystawy indywidualne
- 1979: malarstwo i grafika, Centro Culturale L’indiscreto, Rzym
- 1979: malarstwo i grafika, Centro Studi L.A. Muratori, Modena
- 1980: malarstwo i grafika, galeria Nowy Świat 23, Warszawa
- 1981: malarstwo i grafika, galeria Nowy Świat, Warszawa
- 1982: grafika, Pontremoli
- 1982: grafika, Centro Studi L.A. Muratori, Modena
- 1982: grafika, Como
- 1989: malarstwo, galeria test, Warszawa
- 1990: malarstwo, galeria Brama, Warszawa
- 1990: malarstwo, galeria Katarzyny Baumann, Fryburg
- 1991: malarstwo, Mexpol Galerie, Düsseldorf
- 1992: malarstwo, galeria Brama, Warszawa
- 1992: malarstwo, BWA, Ciechanów
- 1993: malarstwo, galeria Ostrołęka, Ostrołęka
- 1993: malarstwo, galeria Francisca, Århus
- 1994: malarstwo, galeria Pod Atlantami, Wałbrzych
- 1995: malarstwo, BWA, Jelenia Góra
- 1995: malarstwo, BWA, Zamość
- 1998: malarstwo, galeria Brama, Warszawa
- 2008: malarstwo, galeria -1, Centrum Olimpijskie, Warszawa
- 2008: malarstwo, galeria Atrium, Akademia Leona Koźmińskiego, Warszawa
- 2012: malarstwo, Trzy Światy – Brodowska, Jampolski, Ziaja, galeria Zadra, Warszawa

### Wystawy zbiorowe
- 1983: Młoda Polska Grafika, Oerlinghausen
- 1985: Wystawa Środowiska Warszawskiego, Warszawa
- 1986: 4 polscy artyści w AF Galerie, Wiesbaden
- 1986: Polskie Malarstwo Współczesne, AF Galerie Wiesbaden, Wiesbaden
- 1987: Sztuka jako wolność, BWA, Koszalin
- 1988: Nowe Malowanie Instytut Polski, Praga
- 1988: Wystawa Młodej Polskiej Plastyki Arsenał ’88, Hala Gwardii, Warszawa
- 1989: Sto Kolorów, Dijkstra Galerie, Amsterdam
- 1989: Biało-Czerwone, Hala Gwardii, Warszawa
- 1990: 5 Malarzy z Warszawy Merz Contemporary Art, Londyn
- 1990: RAJ, Fundacja Sztuki Współczesnej, Galeria Monetti, Warszawa
- 1990: Pologne '90, Hotel de Ville de Saints, Bruksela
- 1990: Inter Art, Galeria Andrzeja Kareńskiego, Poznań
- 1990: Art Fair, Hamburg
- 1990: Dziwny Świat, Galeria Monetti, Warszawa
- 1990/91: The Expressive Struggle 28 Contemporary Polish Artists, Museum Academy of Fine Art. New York, Cleveland State University, Cleveland
- 1991: Malarstwo Polskie, Polish Museum of America, Chicago
- 1992: The Expressive Struggle, Andersen Gallery, Buffalo
- 2002: Warszawski Przegląd Malarstwa, wystawa towarzysząca nagrodzie Jana Cybisa, DAP, Warszawa
- 2004: Fidusiewicz i przyjaciele, sport w sztuce, Centrum Olimpijskie, Warszawa
- 2007: Sport w sztuce, Fidusiewicz i przyjaciele, wybrani artyści, Centrum Olimpijskie, Warszawa
- 2008: Arsenał 20 lat po..., laureaci wystawy Arsenał ’88, Centrum Olimpijskie, Warszawa
- 2012: 3 światy, czyli 150 lat polskiej sztuki współczesnej, wystawa zbiorowa, Galeria Zadra, Warszawa